# Sociedad Deportiva Huesca 2020-2021
Questa voce raccoglie le informazioni riguardanti la Sociedad Deportiva Huesca nelle competizioni ufficiali della stagione 2020-2021.

## Maglie e sponsor
| Casa | Trasferta | Terza maglia |

Sponsor ufficiale: Huesca - La magia
Fornitore tecnico: Kelme

## Organico

### Rosa
Aggiornata al 31 ottobre 2020.
| N. |                           | Ruolo | Calciatore        |
| -- | ------------------------- | ----- | ----------------- |
| 1  | Spagna (bandiera)         | P     | Álvaro Fernández  |
| 2  | Costa d'Avorio (bandiera) | C     | Idrissa Doumbia   |
| 3  | Spagna (bandiera)         | D     | Pablo Maffeo      |
| 4  | Spagna (bandiera)         | D     | Pablo Insua       |
| 5  | Spagna (bandiera)         | C     | Pedro Mosquera    |
| 6  | Spagna (bandiera)         | A     | Sandro            |
| 7  | Spagna (bandiera)         | C     | David Ferreiro    |
| 8  | Spagna (bandiera)         | C     | Eugeni Valderrama |
| 9  | Spagna (bandiera)         | A     | Rafa Mir          |
| 10 | Spagna (bandiera)         | C     | Sergio Gómez      |
| 11 | Spagna (bandiera)         | D     | Javi Galán        |
| 12 | Giappone (bandiera)       | A     | Shinji Okazaki    |
| 13 | Slovacchia (bandiera)     | D     | Denis Vavro       |
| 14 | Spagna (bandiera)         | D     | Jorge Pulido      |

| N. |                       | Ruolo | Calciatore       |
| -- | --------------------- | ----- | ---------------- |
| 15 | Spagna (bandiera)     | A     | Javier Ontiveros |
| 16 | Portogallo (bandiera) | D     | Luisinho         |
| 17 | Spagna (bandiera)     | C     | Mikel Rico       |
| 18 | Grecia (bandiera)     | D     | Dīmītrios Siovas |
| 19 | Spagna (bandiera)     | D     | Pedro López      |
| 20 | Spagna (bandiera)     | C     | Jaime Seoane     |
| 21 | Spagna (bandiera)     | C     | Juan Carlos      |
| 22 | Uruguay (bandiera)    | D     | Gastón Silva     |
| 23 | Spagna (bandiera)     | A     | Dani Escriche    |
| 24 | Spagna (bandiera)     | C     | Borja García     |
| 25 | Spagna (bandiera)     | P     | Andrés Fernández |
| 26 | Nigeria (bandiera)    | C     | Kelechi Nwakali  |
| 27 | Spagna (bandiera)     | A     | Kevin Carlos     |
| 30 | Spagna (bandiera)     | P     | Antonio Valera   |